# NTC 크리에이터즈
NTC 크리에이터즈(NTC Creators)는 대한민국의 해체된 카트라이더, 카트라이더 러쉬플러스 프로게임단이다.

## 개요
2021년 6월 4일, 카트라이더 러쉬플러스에서 2021 KRPL 시즌 1의 출범, 개최를 알리면서 신동이를 필두로 하여 NTC 크리에이터즈 카트라이더 러쉬플러스 팀이 창단했다. 같은 날 NTC 크리에이터즈 카트라이더 팀도 함께 창단했다.
2021년 12월 18일, 카트라이더 팀이 해체되었다. 사흘 뒤인 12월 21일, 카트라이더 러쉬플러스 팀이 해체되었다.

## 크레이지레이싱 카트라이더 (해체)

### 연혁
- 2021년 6월 4일 : NTC 크리에이터즈 창단[1]
- 2021년 12월 18일 : 해체

### 주요 성적

#### 팀전
- 2021 신한은행 헤이영 카트라이더 리그 수퍼컵 5위

#### 개인전
- 2021 신한은행 헤이영 카트라이더 리그 시즌 2 15위 (이명재)
- 2021 신한은행 헤이영 카트라이더 리그 시즌 2 23위 (전진우)
- 2021 신한은행 헤이영 카트라이더 리그 수퍼컵 우승 (이재혁)
- 2021 신한은행 헤이영 카트라이더 리그 수퍼컵 4위 (송용준)
- 2021 신한은행 헤이영 카트라이더 리그 수퍼컵 7위 (김기수)
- 2021 신한은행 헤이영 카트라이더 리그 수퍼컵 15위 (이명재)

## 카트라이더 러쉬플러스 (해체)

### 연혁
- 2021년 6월 4일 : NTC 크리에이터즈 창단[1]
- 2021년 12월 21일 : 해체

### 주요 성적

#### 팀전
- 2021 신한은행 헤이영 카트라이더 러쉬플러스 리그 시즌 1 우승
- 2021 신한은행 헤이영 카트라이더 러쉬플러스 리그 시즌 2 우승

#### 개인전
- 2021 신한은행 헤이영 카트라이더 러쉬플러스 리그 시즌 1 준우승 (김홍승, JAMES)
- 2021 신한은행 헤이영 카트라이더 러쉬플러스 리그 시즌 1 4위 (최준영, HELLEN)
- 2021 신한은행 헤이영 카트라이더 러쉬플러스 리그 시즌 1 6위 (한종문, JJONG)
- 2021 신한은행 헤이영 카트라이더 러쉬플러스 리그 시즌 1 9위 (신동이, DONGI)
- 2021 신한은행 헤이영 카트라이더 러쉬플러스 리그 시즌 2 준우승 (한종문, JJONG)
- 2021 신한은행 헤이영 카트라이더 러쉬플러스 리그 시즌 2 3위 (신동이, DONGI)
- 2021 신한은행 헤이영 카트라이더 러쉬플러스 리그 시즌 2 5위 (김홍승, JAMES)
- 2021 신한은행 헤이영 카트라이더 러쉬플러스 리그 시즌 2 10위 (최준영, HELLEN)

## 우승 기록
- 2021 신한은행 헤이영 카트라이더 러쉬플러스 리그 시즌 1 팀전
- 2021 신한은행 헤이영 카트라이더 러쉬플러스 리그 시즌 2 팀전
- 2021 신한은행 헤이영 카트라이더 리그 수퍼컵 개인전 (이재혁)

## 해체된 팀
- 크레이지레이싱 카트라이더 - 2021년 해체
- 카트라이더 러쉬플러스 - 2021년 해체

## 같이 보기
- 카트라이더 리그
- 카트라이더 러쉬플러스 리그